# Чого мені тяжко, чого мені нудно…
«Чого мені тяжко, чого мені нудно…» — вірш Тараса Шевченка, написаний 1844 року в С.-Петербурзі.

## Автограф і датування
Зберігся чистовий автограф у рукописній збірці «Три літа». Вірш датується 13 листопада 1844 року, та місцем написання — С.-Петербург (в автографі присутній напис: «13 ноября 1844. СПб.»). Первісний автограф вірша не відомий.

## Написання
У квітні — червні 1846 року, перебуваючи в Києві, Шевченко переписав вірш з невідомого автографа до рукописної збірки «Три літа». В середині 1840-х років твір почав поширюватись у списках. Серед відомих списків тільки списки О. М. Бодянського і той, що належав М. О. Максимовичу, не мають різночитань. Інші містять різночитання у сьомому рядку: замість «Невкрите, розбите — а люд навісний» — «Невкрите, голодне — а люд навісний».

## Публікація
Вірш вперше надруковано з різночитанням у рядку 7 в журналі «Основа» (1861, № 3, стор. 4).
Вперше введено до збірки творів у виданнях: «Кобзарь Тараса Шевченка / Коштом Д. Е. Кожанчикова» (СПб., 1867, стор. 231); «Поезії Тараса Шевченка» (Львів, 1867, том 1, стор. 240).

## Сюжет
Вірш-елегія є одним з тих творів, де відобразився процес зміни в свідомості поета в середині 1840-х років, який він у вірші «Три літа» назвав прозріванням. Тяжкі переживання автора — наслідок його конфлікту з оточенням, насамперед з поміщиками-кріпосниками («людом навісним»). Елегійні настрої і образ розбитого серця споріднюють твір з поезіями «Заворожи мені, волхве» і «Три літа».

## Музика
Музику до вірша писали М. В. Лисенко, Г. О. Алчевський, В. І. Заремба й інші.